# Фонни
Фонни (итал. Fonni) — коммуна в Италии, располагается в регионе Сардиния, подчиняется административному центру Нуоро.
Население составляет 3 827 человек(30-6-2019)плотность населения составляет 34,09 чел./км². Занимает площадь 112,3 км². Почтовый индекс — 8023. Телефонный код — 0784.
Покровителем населённого пункта считается святой Иоанн Креститель. Праздник ежегодно празднуется 24 июня.